# Франц Тост
Франц Тост (нім. Franz Tost, нар. 20 січня 1956 року в Тринсі, Австрія) — колишній австрійський автогонщик і нинішній керівник команди Формули-1 Scuderia AlphaTauri. Команда оголосила, що Тост покине свою посаду наприкінці сезону Формули-1 2023 року.

## Раннє життя
Тост брав участь у Формулі-Форд та Формулі-3 та виграв чемпіонат Австрії у Формулі-Форд у 1983 році. Він відчув, що йому недостатньо навичок, щоб піднятися на вершину автоспорту, тому вирішив вивчати спортивну науку та управління в Інсбруцькому та Віденському університетах, що привело його до роботи менеджером команди в гоночній школі Вальтера Лехнера. У 1993 році він приєднався до Віллі Вебера, де спочатку керував командою Формули-3 WTS. Там він познайомився з молодим Ральфом Шумахером, і Віллі Вебер попросив Тоста супроводжувати Шумахера до Японії для участі в місцевих чемпіонатах.

## Формула-1
У 2000 році Ральф Шумахер приєднався до команди Формули-1 Williams. Тост перейшов в команду за ним, працюючи на постачальника двигунів BMW на посаді Track Operations Manager до 1 січня 2006 року.
У 2005 році Тост був призначений керівником команди Scuderia Toro Rosso, яка була перейменованою командою Minardi після того, як компанія Red Bull придбала команду. Тост заявив, що буде прагнути до п'ятого місця в Кубку конструкторів. Найкращими результатами команди стали шості місця в 2008, 2019 і 2021 роках.
Він зберіг роль керівника команди, коли Toro Rosso перейменували на AlphaTauri на початку сезону 2020 року. Тост став одним із найдовготриваліших керівників команд Формули-1 за всю історію.
Тоста часто описують як працьовитого та професійного. Він прямолінійний і не соромиться ділитися своєю думкою.
26 квітня 2023 року оголосили, що Тост залишить свою посаду директора команди наприкінці сезону 2023 року. На цій посаді Тост знаходився протягом 18 років.

## Критика
Після Гран-прі Європи 2007 року на Нюрбургринзі в Німеччині стверджували, що Тост напав на гонщика Скотта Спіда через інцидент на трасі. Після того, як Тост пізніше спростував інцидент, Спід звернувся до преси, описуючи гостру ситуацію в команді, заявивши, що «після того, як (Тост) заперечив це, це просто ще одна дуже нечесна річ, яку Франц або Герхард сказали в ЗМІ, щоб завдати шкоди мені та Тоніо". Спід також заявив, що не хоче знову виступати за команду Тоста та Бергера.